# Messor semoni
Messor semoni es una especie de hormiga del género Messor, subfamilia Myrmicinae. 

## Distribución
Esta especie se encuentra en Argelia y Marruecos.